# Terralonus vittatus
Terralonus vittatus är en spindelart som först beskrevs av Banks 1901.  Terralonus vittatus ingår i släktet Terralonus och familjen hoppspindlar. Inga underarter finns listade i Catalogue of Life.